# Tenodera iringana
Tenodera iringana är en bönsyrseart som beskrevs av Giglio-tos 1912. Tenodera iringana ingår i släktet Tenodera och familjen Mantidae. Inga underarter finns listade i Catalogue of Life.